# Мічху
Мічху (кор. 미추, 味鄒, Michu, Mich'u; пом. 284) — корейський правитель, тринадцятий володар (ісагим) держави Сілла періоду Трьох держав.
Був сином впливового генерала Кудо з клану Кім. Зійшов на трон 261 року після смерті вана Чхомхе.
Самгук Сагі каже, що за часів його правління кордони Сілли зазнавали численних атак з боку Пекче. Разом із тим, немає жодних відомостей того періоду про відносини Сілли з іншими сусідніми країнами.
Також перекази вказують на те, що ван переймався розвитком сільського господарства. Окрім того, він відмовився перебудовувати свій палац.